# Jamaame
Koordinaten: 0° 4′ N, 42° 45′ O

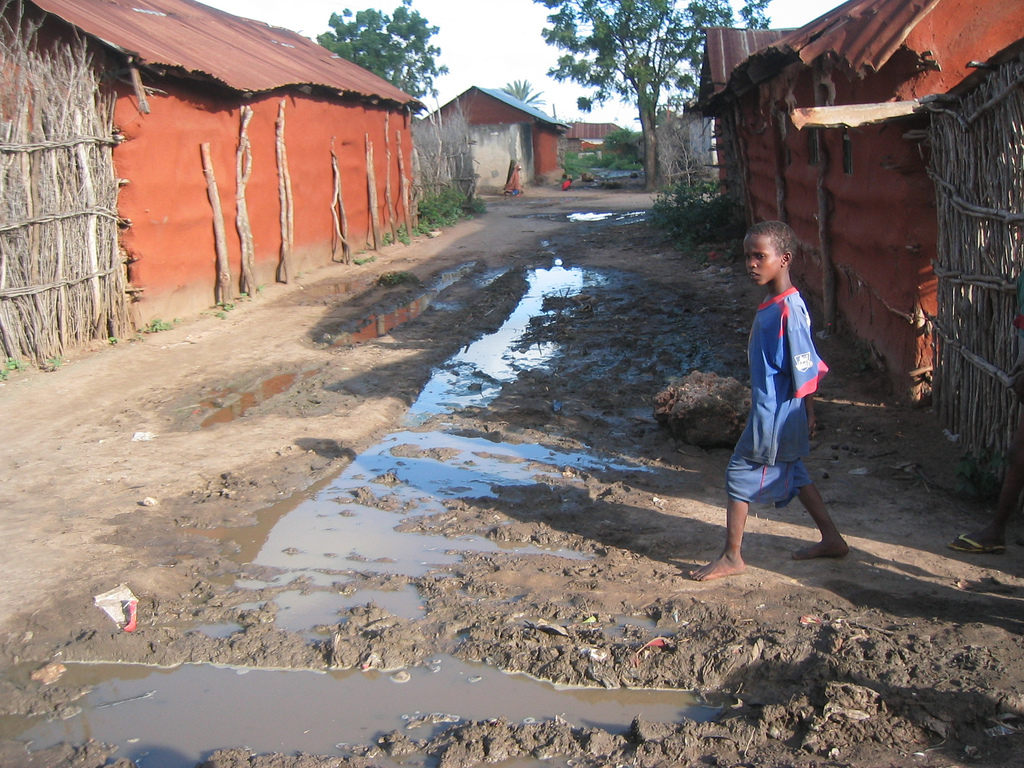
In den Straßen von Jamaame

Jamaame (auch Jamame geschrieben; italienisch Giamame oder auch Margherita) ist eine Stadt im Süden von Somalia, in der Region Jubbada Hoose am Fluss Jubba. Die Stadt hat etwa 192.000 Einwohner, die den Somali-Clans der und Biyomaal-Dir sowie den Bantu in Somalia angehören.